# Toñi Moreno
Antonia del Rocío Montserrat Moreno Morales (El Prat de Llobregat, Barcelona, 7 de junio de 1973), más conocida como Toñi Moreno, es una presentadora española de televisión.

## Biografía
Nació en El Prat de Llobregat (Barcelona), cuando su padre trabajaba en SEAT, pero a los 8 años su familia regresó a la provincia de Cádiz y se asentó en Sanlúcar de Barrameda.
En 1985, con doce años, Moreno inicia su andadura radiofónica en Radio Sanlúcar. Dos años después, a los 14 años, deja la radio y continúa en Telesanlúcar, la televisión local de Sanlúcar de Barrameda (Cádiz), la ciudad natal de sus padres, donde debutó frente a las cámaras.
Estudió Derecho en Cádiz, aunque su vocación fuese el periodismo, por motivos económicos, no  pudo terminar la licenciatura.
En 1991 se incorporó a Canal Sur donde fue primero presentadora de El cine que viene a los 18 años de edad y siete años después, –tras tomarse un año sabático y cerrar una segunda etapa de cinco años en Telesanlúcar– es reportera del programa Andalucía directo.  
En 2000 dejó Andalucía directo y pasó a ser copresentadora de Bravo por la tarde hasta 2003. Después de la llegada de Juan y Medio a las tardes de Canal Sur, pasó a ser copresentadora y coordinadora de actualidad de Punto y Medio durante una temporada (2003-2004). 
En 2004 abandonó Canal Sur tras seis años en la cadena, para trabajar en el programa Cada día de Antena 3, presentado por María Teresa Campos, en calidad de reportera. En 2005 abandonó Antena 3 y trabajó en Cuatro en el programa Un equipo. 
En la temporada 2006/07, presentó con Alicia Senovilla e Ismael Beiro, el programa La buena gente en Canal Sur, sustituto de Punto y Medio. 2006 fue también, el año de su regreso a Antena 3 para hacerse cargo del reality Libertad vigilada y dos años después, en 2008, es colaboradora durante una temporada del programa Tal cual lo contamos en la misma cadena.
En 2009 regresó a Canal Sur con el programa 75 minutos hasta 2011 y desde 2011 a 2013 presentó el programa matinal Tiene arreglo.
Tras el éxito de Tiene arreglo en Canal Sur, TVE ficha al equipo del programa para hacer la adaptación nacional del programa de Canal Sur, Entre todos, el cual presenta desde el 26 de agosto de 2013 hasta el 27 de junio de 2014 en La 1 de Televisión Española. Tras la cancelación de Entre todos por no cumplir las expectativas de TVE, la cadena le encomendó la presentación del magacín T con T dirigido por Antonio Robles y emitido en la misma franja que Entre todos, desde el 15 de septiembre de 2014. Sin embargo, el programa no obtuvo los resultados esperados y fue retirado de la parrilla el 28 de noviembre de 2014.
Meses después, fue colaboradora del programa Amigas y conocidas presentado por Inés Ballester en La 1 de TVE y regresó a Canal Sur dos años después de su marcha, con el programa ¿Bailamos? y en la temporada siguiente (2015-2016) con Los descendientes, el cual obtiene el éxito de crítica y público.
Entre enero de 2017 y 2019, conduce Gente maravillosa en Canal Sur, un programa donde se intenta empoderar a personas que hacen gala de valores positivos en situaciones cotidianas. Paralelamente, en abril de 2017 regresó a Antena 3 para presentar El árbol de tu vida. Con dicho programa todavía en antena, se anunció su fichaje por Telecinco para conducir Viva la vida, un magacín para las tardes del fin de semana,
Tras año y medio presentando Viva la vida, el 20 de octubre de 2018, Mediaset decidió hacer un intercambio de presentadoras con Emma García, pasando a presentar Viva la vida en Telecinco y Toñi Moreno Mujeres y hombres y viceversa en Cuatro desde el 5 de noviembre del mismo año.
Entre marzo de 2019 y 2021 presentó Un año de tu vida en Canal Sur y entre abril y julio de 2019 y marzo y junio de 2020 colaboró en Supervivientes: Tierra de nadie emitido en Telecinco y Cuatro. En junio de 2019, tras siete meses presentando Mujeres y hombres y viceversa, la audiencia del programa remonta y deja de cosechar los ínfimos datos que cosechaba antes del cambio de presentadoras.
Entre septiembre y noviembre de 2019 condujo en Telemadrid el programa nostálgico Aquellos maravillosos años.
Entre junio y julio de 2020 fue colaboradora del reality La casa fuerte en Telecinco. En julio de 2020 se comunicó que Mujeres y hombres y viceversa cambiaba de presentador y que sería Jesús Vázquez el encargado de sustituirla y regresó a Viva la vida para hacerse cargo del programa durante el periodo estival de 2020 y 2021. Meses más tarde, en Nochebuena de 2020, es participante del especial de La última cena con María del Monte en Telecinco.
En verano de 2021 se hizo cargo de El verano de tu vida en Canal Sur y en el último trimestre de 2021 es colaboradora de Secret Story: Cuenta atrás en Telecinco y Cuatro. Desde septiembre de 2021 a enero de 2023 es colaboradora de Cuatro al día en Cuatro. Un mes más tarde, Max estrenó Dolores: la verdad sobre el Caso Wanninkhof, serie de la cual Toñi Moreno es productora ejecutiva. El 24 de diciembre de 2021 presentó Su casa es la suya en Telecinco, especial navideño de Mi casa es la tuya, esta vez con Bertín Osborne en el rol de entrevistado. 
Entre enero y abril de 2022 presentó el debate dominical de Secret Story en Telecinco, Secret Story: La casa de los secretos. Poco tiempo más tarde, volvió a presentar Gente maravillosa, esta vez para Telemadrid, aunque también se emitió en Canal Sur, —retomándolo meses más tarde esta última cadena— y al mismo tiempo es presentadora de Déjate querer en Telecinco. En verano de ese mismo año, participó en Los miedos de... en Cuatro.
Junto a otras dos socias, a finales de 2022 creó Con Alma Spain 2022, S. L., consultoría de marketing, consultoría digital, asesoramiento en marketing y publicidad.
En enero de 2023 se confirma su vuelta a RTVE para presentar el programa Plan de tarde, abandonando Mediaset tras 6 años ligada al grupo.
En verano de 2023 se anuncia que a partir del 18 de septiembre de ese mismo año se encargaría de presentar las mañanas de Canal Sur con el programa Hoy en día. Y entre septiembre y noviembre de 2023, es concursante de MasterChef Celebrity 8 en TVE.

## Vida personal
Entre 2015 y 2017 mantuvo una relación sentimental con la periodista y presentadora de televisión, María Casado. Posteriormente, en mayo de 2019, se hizo pública su relación con la cantante canaria Rosana, que terminó a finales de ese mismo año.
En junio de 2019 confirmó en Mujeres y hombres y viceversa que estaba embarazada. El 21 de enero de 2020 nació su hija Lola en Sevilla. Fue bautizada como Lola del Rocío en el Santuario de El Rocío el 5 de junio de ese mismo año.

## Trayectoria en televisión

### Programas de televisión
| Año                      | Programa                                    | Cadena                 | Notas                                       |
| ------------------------ | ------------------------------------------- | ---------------------- | ------------------------------------------- |
| 1991                     | El cine que viene                           | Canal Sur              | Presentadora                                |
| 2000-2003                | Bravo por la tarde                          | Canal Sur              | Copresentadora                              |
| 2003-2004                | Punto y Medio                               | Canal Sur              | Copresentadora y coordinadora de actualidad |
| 2005                     | Un equipo                                   | Cuatro                 | Presentadora                                |
| 2006                     | Libertad vigilada                           | Antena 3               | Presentadora                                |
| 2006-2007                | La buena gente                              | Canal Sur              | Copresentadora                              |
| 2009-2011                | 75 minutos                                  | Canal Sur              | Presentadora                                |
| 2011-2013                | Tiene arreglo                               | Canal Sur              | Presentadora y directora                    |
| 2013-2014                | Entre todos                                 | La 1                   | Presentadora                                |
| 2014                     | T con T                                     | La 1                   | Presentadora                                |
| 2015                     | ¿Bailamos?                                  | Canal Sur              | Presentadora                                |
| 2015-2016                | Los descendientes                           | Canal Sur              | Presentadora                                |
| 2017                     | El árbol de tu vida                         | Antena 3               | Presentadora                                |
| 2017-2018; 2020-2021     | Viva la vida                                | Telecinco              | Presentadora (2017-2018)                    |
| 2017-2018; 2020-2021     | Viva la vida                                | Telecinco              | Presentadora suplente (2020-2021)           |
| 2017-2019; 2021-presente | Gente maravillosa                           | Canal Sur y Telemadrid | Presentadora                                |
| 2018-2020                | Mujeres y hombres y viceversa               | Cuatro                 | Presentadora                                |
| 2019-2021                | Un año de tu vida                           | Canal Sur              | Presentadora                                |
| 2019                     | Aquellos maravillosos años                  | Telemadrid             | Presentadora                                |
| 2021                     | Viva el verano                              | Telecinco              | Presentadora                                |
| 2021                     | Su casa es la suya                          | Telecinco              | Presentadora                                |
| 2022                     | Secret Story: La noche de los secretos      | Telecinco              | Presentadora                                |
| 2022                     | Dolores: la verdad sobre el Caso Wanninkhof | Telecinco              | Presentadora y productora                   |
| 2022                     | Déjate querer                               | Telecinco              | Presentadora                                |
| 2022                     | A reírnos del 2022                          | Canal Sur              | Presentadora                                |
| 2023                     | Plan de tarde                               | La 1                   | Presentadora                                |
| 2023-presente            | Hoy en día                                  | Canal Sur              | Presentadora                                |

#### Como colaboradora y reportera
| Año       | Programa                        | Cadena             | Notas        |
| --------- | ------------------------------- | ------------------ | ------------ |
| 1998-2000 | Andalucía directo               | Canal Sur          | Reportera    |
| 2004-2005 | Cada día                        | Antena 3           | Reportera    |
| 2008-2009 | Tal cual lo contamos            | Antena 3           | Colaboradora |
| 2015      | Amigas y conocidas              | La 1               | Colaboradora |
| 2019-2020 | Supervivientes: Tierra de nadie | Telecinco y Cuatro | Colaboradora |
| 2020      | La casa fuerte                  | Telecinco          | Colaboradora |
| 2021      | Secret Story: Última hora       | Telecinco y Cuatro | Colaboradora |
| 2021-2022 | Cuatro al día                   | Cuatro             | Colaboradora |
| 2022      | Los miedos de...                | Cuatro             | Colaboradora |

#### Como invitada
| Año       | Programa                    | Cadena             |
| --------- | --------------------------- | ------------------ |
| 2018      | Volverte a ver              | Telecinco          |
| 2019      | Los Gipsy Kings             | Cuatro             |
| 2019      | El concurso del año         | Cuatro             |
| 2020-2022 | Viva la vida                | Telecinco          |
| 2020      | Adivina qué hago esta noche | Cuatro             |
| 2020      | Sálvame                     | Telecinco          |
| 2020      | Dar cera, pulir 0           | 0 por M+           |
| 2020      | Aquellos maravillosos años  | Televisión Canaria |
| 2020      | Adivina qué hago esta noche | Cuatro             |
| 2020      | Mi casa es la tuya          | Telecinco          |
| 2020      | Deluxe                      | Telecinco          |
| 2020      | El programa de Ana Rosa     | Telecinco          |
| 2021      | Land Rober-Tunai Show       | TVG                |
| 2022      | Ya es verano                | Telecinco          |
| 2023      | El show de Bertín           | Canal Sur          |
| 2023      | Más vale sábado             | La Sexta           |

#### Como concursante
| Año  | Programa             | Cadena    | Notas                         |
| ---- | -------------------- | --------- | ----------------------------- |
| 2020 | La última cena       | Telecinco | Concursante - 2.ª clasificada |
| 2022 | Los miedos de...     | Cuatro    | Concursante                   |
| 2023 | MasterChef Celebrity | La 1      | Concursante - 4.ª finalista   |

### Series de televisión
| Año  | Serie            | Cadena      | Personaje | Episodios  |
| ---- | ---------------- | ----------- | --------- | ---------- |
| 2023 | Vestidas de azul | Atresplayer | Toñi      | 1 episodio |

### Películas
| Año  | Película                                     | Notas      |
| ---- | -------------------------------------------- | ---------- |
| 2024 | Mis ganas ganan, la historia de Elena Huelva | Documental |

## Premios
- 2011. Premio de la Academia de Televisión y de las Ciencias y Artes del Audiovisual de España al «Mejor Programa de Actualidad Autonómico» por 75 minutos.[33]
- 2011. Insignia de Oro de Sanlúcar de Barrameda.

## Críticas y polémicas
Entre febrero y marzo de 2014, Moreno protagoniza importantes polémicas al hacerse público su salario de 7.000 euros semanales, mientras casi coetáneamente hacía interpelaciones no demasiado afortunadas en su programa durante la intervención de una invitada que denunciaba malos tratos en el ámbito familiar, que finalmente se zanjó con un aclaración por aquel malentendido por decir que una persona o denuncia o calla para siempre, dejando claro que lo dijo con el fin de que no se puede denunciar públicamente en la televisión si antes no has denunciado en una comisaría. Añadiendo además aseveraciones y expresiones que se llegaron a calificar en diversos medios de comunicación como «fuera de tono o de lugar». La repercusión del salario de Moreno fue objeto de un espectador que llamó en directo al programa pidiendo directamente a la presentadora que donase «al menos 400 de los 1.400 euros que gana por programa» para colaborar con los afectados. Aunque finalmente la discusión se acabó al decir Toñi Moreno que ella no tenía que dar nada de su sueldo, debido a que era su trabajo y su función era intentar que a la persona que estaba afectada, le llegasen las suficientes llamadas para poder solucionar su problema.